# Oostelijke knobbelbladjager
De oostelijke knobbelbladjager (Dioctria sudetica) is een vliegensoort uit de familie van de roofvliegen (Asilidae). De wetenschappelijke naam van de soort is voor het eerst geldig gepubliceerd in 1940 door Duda.